# Schistochila monticola
Schistochila monticola là một loài rêu trong họ Schistochilaceae. Loài này được R.M. Schust. mô tả khoa học đầu tiên năm 1971.
Danh pháp khoa học của loài này chưa được làm sáng tỏ. 